# 1998 aux échecs
Chronologie des échecs – Année 1998
| Années des échecs : 1995 - 1996 - 1997 - 1998 - 1999 - 2000 - 2001    |
| Décennies des échecs : 1960 - 1970 - 1980 - 1990 - 2000 - 2010 - 2020 |

## Événements majeurs
- Anatoli Karpov conserve son titre de champion du monde FIDE lors du Championnat du monde de la Fédération internationale des échecs 1997-1998 qui l'oppose à Viswanathan Anand
- Olympiade d'échecs à Elista :
  - Classement masculin : 1er Russie, 2e États-Unis, 3e Ukraine
  - Classement féminin : 1er Chine, 2e Russie, 3e Géorgie
- Xie Jun redevient championne du monde féminine d'échecs en battant Alisa Galliamova, la précédente tenante du titre, Susan Polgar, n'ayant pu défendre son titre pour cause de maternité.

## Tournois et opens

### 1ertrimestre
- Le tournoi de Wijk Aan Zee est remporté par Vladimir Kramnik

### 2etrimestre
- Du 11 au 22 mai : Tournoi de Madrid - catégorie 17 (moyenne Elo de 2655).

Remporté par Anand avec 6½/9 devant Svidler (5½ pts) et Lékó (5pts). Adams est 7e avec 4½ pts.
- Du 24 mai au 5 juin :

Shirov 4e joueur mondial remporte 5½ à 3½ (+2 =7) face à Kramnik (numéro 3 mondial) la finale des candidats sous l'égide du World Chess Council.
Ce match au meilleur des 10 parties devait désigner le challenger de Garry Kasparov, champion du monde classique.
Cependant, à cause de l'absence de sponsors, le match n’eut jamais lieu, et c'est Kramnik qui fut repêché pour affronter Kasparov en 2000.
- Du 19 au 26 juin : Mémorial Kéres à Tallinn/Pärnu en Estonie - catégorie 15 (moyenne Elo de 2617).

Remporté par Nigel Short avec 7 pts/9.
- Du 26 juin au 5 juillet : Tournoi de Dortmund - catégorie 18 (moyenne Elo de 2699).

Remporté par Kramnik au départage avec 6 pts/9 devant Adams et Svidler.
Lékó est 4e avec 5 pts, Ivanchuk est 5e avec 4½ pts, Anand est 6e avec 4 pts et Shirov est 10e et dernier avec 2½ pts

## Championnats continentaux
| Compétition                              | Champion mixte | Championne |
| ---------------------------------------- | -------------- | ---------- |
| Championnat d'Afrique d'échecs           |                |            |
| Championnat d'Asie d'échecs              |                |            |
| Championnat d'Amérique d'échecs          |                |            |
| Championnat d'Europe d'échecs individuel |                |            |
| Championnat d'Océanie d'échecs           |                |            |
| Championnat d'Océanie d'échecs senior    |                |            |

## Championnats nationaux
- Argentine : Pablo Ricardi remporte le championnat[1],[2]. Chez les femmes, Elisa Maggiolo s’impose.
- Autriche : Nikolaus Stanec remporte le championnat[3],[4]. Chez les femmes, Ursula Fraunschiel s’impose[5].
- Belgique : Pieter Claesen et Ekrem Cekro remportent le championnat[6]. Chez les femmes, Chantal Vandevoort s’impose[7].
- Brésil: Rafael Leitão remporte le championnat[8]. Chez les femmes, c’est Joara Chaves qui s’impose.
- Canada : Pas de championnat[9]. Chez les femmes non plus[10].
- Chine :  Peng Xiaomin remporte le championnat[11]. Chez les femmes, Wang Lei s’impose.
- Écosse : John K Shaw remporte le championnat[12].
- Espagne : Miguel Illescas remporte le championnat[13]. Chez les femmes, c’est Nieves Garcia qui s’impose[14].
- États-Unis : Nick de Firmian remporte le championnat[15]. Chez les femmes, Irina Krush s’impose[16].
- Finlande: Tapani Sammalvuo remporte le championnat[17].
- France : Iossif Dorfman remporte le championnat [18]. Chez les femmes, Flear s’impose[19].
- Guatemala : Carlos Armando Juárez[20]
- Honduras : José Antonio Guillén[21]
- Inde : Dibyendu Barua remporte le championnat[22].
- Iran[Note 1] : Ehsan Ghaem-Maghami] remporte le championnat[23].
- Kenya : Humphrey Andolo remporte le Championnat du Kenya d'échecs[24].
- Pays-Bas : Ivan Sokolov remporte le championnat [25]. Chez les femmes, c’est Erika Sziva[26] qui s’impose.
- Pologne : Tomasz Markowski remporte le championnat[27].
- Royaume-Uni : Nigel Short remporte le championnat[28].
- Russie : Aleksandr Morozevitch remporte le championnat[29].
- Suisse : Joseph Gallagher remporte le championnat [30]. Chez les dames, c’est Catherine Thürig qui s’impose[31].
- Ukraine : Vladimir Baklan, Lubomyr Mykhailets et Oleg Berezine remportent le championnat[32],[33]. Chez les femmes, Galina Shliakhtich s’impose[34].
- RF Yougoslavie : Miroslav Markovic remporte le championnat[35],[36]. Chez les femmes, Natacha Bojkovic s’impose.

## Divers
- Classement Elo au 1er janvier

| 1er | Garry Kasparov      | 2825 |
| 2e  | Vladimir Kramnik    | 2790 |
| 3e  | Viswanathan Anand   | 2770 |
| 4e  | Vasily Ivanchuk     | 2740 |
| 5e  | Veselin Topalov     | 2740 |
| 6e  | Anatoli Karpov      | 2735 |
| 7e  | Gata Kamsky         | 2720 |
| 8e  | Alexeï Chirov       | 2710 |
| 9e  | Peter Svidler       | 2690 |
| 10e | Alexander Beliavsky | 2690 |

- Classement Elo au 1er juillet

| 1er | Garry Kasparov    | 2815 |
| 2e  | Viswanathan Anand | 2795 |
| 3e  | Vladimir Kramnik  | 2780 |
| 4e  | Vasily Ivanchuk   | 2730 |
| 5e  | Anatoli Karpov    | 2735 |
| 6e  | Alexeï Chirov     | 2720 |
| 7e  | Gata Kamsky(*)    | 2720 |
| 8e  | Michael Adams     | 2715 |
| 9e  | Peter Svidler     | 2710 |
| 10e | Veselin Topalov   | 2700 |

(*) Retiré du circuit professionnel depuis 1997.
Chez les dames
| 1er | Judit Polgar         | 2670 |
| 2e  | Susan Polgar         | 2565 |
| 3e  | Maia Tchibourdanidzé | 2535 |

## Naissances
- Vladislav Artemiev
- Jan-Krzysztof Duda
- Nino Khomeriki

## Nécrologie
- En 1998 : Aki Lahti (en), Ramón Lontoc (en), Jaroslav Ježek (en), José Gerschman (en)
- 2 janvier : Wolfram Bialas (en)
- 4 janvier : Giuseppe Primavera (en)
- 10 janvier : Mona Karff
- 27 janvier : David Podhorzer (en)
- 30 janvier : Anatolijs Šmits (en)
- 31 janvier : Leho Laurine (en)
- 16 février : Boris Blumin (en)
- 18 février : Aleksandr Gouliaev
- En avril : Sigfred From (en)
- 5 avril : Vasily Byvshev (en)
- 3 mai : David Vincent Hooper (en)
- 15 mai : Tivadar Kardos (en)
- 1er juin : Voldemārs Mežgailis (en)
- 2 juillet : Ursula Liebert (en)
- 8 août :  László Szabó
- 30 août : Wiktor Balcarek (en)
- 11 septembre : Carlos Guimard
- 24 septembre : Rosendo Balinas
- 17 novembre : Efim Geller
- 2 décembre : Miguel Colón Romero (en)
- 22 décembre : Eric Arnlind (en)